# Mimmam
mimmam(みむまむ 1993年12月7日 -)は姉のmamと妹のmimからなるリアル双子ユニットとして活動する日本のファッションモデル。

## 来歴
- 高校卒業後、mimはフリーターとしてアルバイトをしながらブログでコーディネートなどを発信しており、それが現在の事務所社長の目にとまりスカウトされたのがきっかけで、面接の際に双子であることを話したところ、mamも誘われて双子ユニットとして活動することとなった[+ 1][+ 2][+ 3]。
- mamは、高校卒業後、グラフィック系の専門学校に通っており、その当時ストリートスナップのウェブサイトに掲載されたり、コスプレなど趣味として撮影を楽しんでいた[+ 4]。
- 名前の由来は、mamがデビュー前のスナップ撮影の際に「まむ」というハンドルネームを使用しており、双子っぽく語感を合わせる形で、mimとmamとなった[+ 5]。
- 2013年8月のデビュー直後から雑誌Zipperの専属モデルとして活動を開始。
- デビュー以来、ファッションブランドとのコラボ商品を発売したり、カラーコンタクトのモデルを務めるなどファッションアイコンとして活躍している。
- 2017年3月頃よりYoutubeチャンネル[1]での投稿を開始。コスメやメイクやヘアアレンジなどを中心に様々なテーマの動画を投稿している。
- mamは2023年4月頃より秋葉原のコンセプトカフェ『IDOLY』に勤務している。
- mamは2023年よりTwitchにて「まむちゃんねる[2]」を開設し、木曜日を定期配信日として雑談やゲーム、時には料理などの配信を行っている。

## 人物
- 家族は両親のほか、3歳年上の姉が居る。また、愛犬の「ティノ」(チワワプードル 2013年11月生まれオス)と「チコ」(スムースチワワ 2014年4月生まれオス)が居る[+ 6]。
- 尊敬する人はお母さん[+ 7]。
- mimはゲームが好き。ちょっとハードめなゲームを好む[+ 7]。
- mamはコスプレ、アニメ、漫画、映画、特撮などを趣味としている。
- モデルの仕事の好きなところは、普段着ない服を着て普段と違う自分を魅せられるところであるとのこと[+ 2]。
- 双子で仕事をしていて良かったことは、初めての仕事現場でも相方が居ることで安心感があること[+ 2]。
- カラコンのイメージモデルをしており、3カ月に一度は眼科検診を受けている。またカラコンを使用するファンにも眼科検診を勧めている[+ 8]。

## 略歴

### 2013年
- 8月 N.D.Promotionに所属が決まり双子ユニットとして活動開始。同時に雑誌Zipperの専属モデル契約を結ぶ。

- 10月18日 シブカル祭。×2.5D『ライジングガール・次世代くりえいたー女子祭り』に DJ mimmamとして出演。

### 2014年
- 2月2日 WOmB原宿明治通り店にてmimmam来店イベント開催。

- 2月22日 BonBon 1st Anniversary Event に出演[3]。

- 3月23日 名古屋にて「ツインテールと機関銃」リリース記念イベント(女性限定イベント)に出演

- 5月 HARAJUKU KAWAii WEEK のファッションショーに出演[4]

- 7月 カラーコンタクトのフラワーアイズのイメージモデルに抜擢される[5][6]。

- 8月 各配信サイトにて歌手デビュー曲「ゆらゆらぶるう」を配信開始[7][8]。

- 8月 全国フォトツアー(5か所)を開催[6]

- 9月20日 mimmam『トークショー&チェキ撮影会』開催[9]

- 10月 『mimmam×WEGO』全国ツアーを開催、全国5か所でチェキ撮影会を行った[10]。

- 12月 プリクラ機「Hi-cherry！」(フリュー)のイメージモデルに採用される[11][12]。

### 2015年
- 2月 初の単独ファンミーティングを開催[13]。

- 2月 アパレルブランドWEGOとのコラボで、mimとmamがデザインを手がけたファッションアイテムを発売した[14]。

- 3月 『mimmam×WEGO』全国ツアーVol.2を開催、全国7か所でチェキ撮影会を行う[15][16]。

- 4月 初のスタイルブックを発売。

- 4月4日 COSTUME AWARD2015 (東京・ディファ有明)[17]

- 8月 アパレルブランドWEGOとのコラボで、mimとmamがデザインを手がけたファッションアイテム第2弾を発売した[18]。

- 9月 『mimmam×WEGO』全国ツアーVol.3を開催、全国7か所でチェキ撮影会を行う[19]。

- 10月 りなはむ企画“ゆめかわいい”ハロウィンフェス 出演[20]

- 10月 「アドベンチャー・タイム ショップ」トークイベント[21]。

### 2016年
- 2月 『mimmam×WEGO』全国ツアーVol.4を開催、全国6か所でチェキ撮影会を行う[22]。

- 6月 童話コスメのモデルとして、mimはラプンツェル、mamは白雪姫のコスプレを披露[23]。

- 8月2日 コミュニティーサービス『プリキャン』トークイベントに出演、双子コーデのコツや可愛く自撮りする方法について紹介した[24][25]。

- 8月12日 ワーナー「スーサイド・スクワッド」タイアップで現役女子高生を対象とした試写会でトークセッションを実施。mimとmamがそれぞれヒロインのビフォーアフターのコスプレを披露した。[26]

- 10月8日 GirlsAward 2016 AUTUMN/WINTER (国立代々木第一体育館) に出演[27]。

### 2017年
- 8月 「ポム顔でポムポムプリンとお友だち！」プロジェクト(株式会社サンリオ)のアンパサダーに就任[28]

- 8月30日 関西コレクション 2017 AUTUMN/WINTER(京セラドーム大阪) に出演[29]。

- 9月9日 【mim】『バイオハザード』好きが高じて、映画『バイオハザード：ヴェンデッタ』ブルーレイ&DVD発売を記念したニコ生番組に出演[30]

- 11月-2018年3月 Live Shop! の番組「WAVERS!」でメインMCを務め、番組内でバーチャルインスタグラマーの中山アイル[31]をプロデュースしたり、番組内で発売するアクセサリーの作製などを実施[32][33]。

### 2018年
- 7月 「週刊プレイボーイ」で初めてのグラビア掲載[34]

## 出演

### 雑誌モデル・イメージモデル
- Zipper 専属モデル (2013年 - 2017年12月 雑誌休刊まで)
- CANDY STRIPPER イメージモデル
- FRUITS モデル
- WEGO モデル、コラボ商品発売など
- 富士フイルム instax9 イメージモデル
- カラーコンタクト「フラワーアイズ」イメージモデル(2014年 - )
- プリクラ機「Hi-Cherry」(フリュー)イメージモデル(2014年12月 - )
- 化粧品「白肌シスターズ」 イメージキャラクター(2015年)[35]
- クリアストーン「ネオグラフィックセーラー」イメージモデル(2015年)[36]
- 愛知美容専門学校 イメージモデル(2016年, 2017年)
- 童話コスメ イメージモデル(2016年)[37]
- 「ポム顔でポムポムプリンとお友だち！」プロジェクト(株式会社サンリオ) アンパサダー(2017年8月)
- ジーンズメイト ゼロステイン 広告モデル(2017年) [38]
- 京都丸紅 紅一点×mimmam イメージモデル (2017年9月)[39]

### ファッションショー
- COSTUME AWARD2015 (2015年4月4日 東京・ディファ有明)
- GirlsAward 2016 AUTUMN/WINTER (2016年10月8日 国立代々木第一体育館)
- 関西コレクション 2017 AUTUMN/WINTER (2017年3月19日 京セラドーム大阪)

### テレビ
- NHK オトナヘノベル (2016年6月2日)
- NHK WORLD 「Kawaii international」
- ディズニーチャンネル「マルカツ定食」(2017年)
- テレビ朝日「ももクロちゃんと！」(2022年10月15日)
- TOKYO MX「バズ100～バズるための100の法則！」(2023年10月28日 mamのみ)

### WEB番組
- AbemaTV  若槻千夏と生で行ってみた 第9回 (2016年6月8日)[40]
- AbemaTV 「お願い！ランキング」2016年10月MC
- AbemaTV TK Music FRESH! by AWA #9 (2017年2月25日)[41]
- カプコンTV 「カプコンTV！が女子会に??!『囚われのパルマ』 カプコンTV！#49」(2016年08月24日 mimのみ)[42][43]
- カプコンTV 「モンハン特番2016 Autumn」(2016年10月27日)[44]
- LINE LIVE ネットムーバーTV vol.2 (2016年3月12日) [45]
- LINE LIVE 上級者VS初心者！？マーベルツムハイスコアチャレンジ生配信！(2019年5月26日)[46]
- LiveShop WAVERS! メインMC (2017年11月 - 2018年3月)[32][33]

### CM出演
- ブルボン Web CM (2016年8月) [47]
- ワコール「BRAGENIC」WEB CM (2017年2月) [48][49]
- ヴィエリス「KIREIMO 100% GIRLS 100人篇」TVCM(2018年4月)
- 琉球日産 DAYS CM (2019年5月)

### MV出演
- 西野カナ「あなたの好きなところ」縦型MVインスタグラマーVersion3 (2016年4月)[50]
- 蒼天のハリー「ハピハピ」Music Video [51]

## 参照
1. ↑  『原宿系NO1モデル・紗蘭やmimmamを発掘したタレント事務所に聞く、テレビとSNS双方に強いコンテンツの作り方とは？』（インタビュアー：前田さほ）、2017年7月2日。オリジナルの2019年5月22日時点におけるアーカイブ。2019年5月22日閲覧。
2. 1 2 3  『超人気！“双子モデル”mimmamちゃんにインタビュー☆素敵なプレゼントも！』（インタビュアー：えりんぎ）、2016年7月29日。オリジナルの2019年5月16日時点におけるアーカイブ。2019年5月23日閲覧。
3. ↑  スタイルブック
4. ↑  スタイルブック
5. ↑  スタイルブック, p.102
6. ↑  スタイルブック,p96
7. 1 2  『メディアで活躍する先輩に聞くインタビュー企画シリーズ第14回mimmam』（インタビュアー：進学ナビ）、2016年4月1日。オリジナルの2017年6月6日時点におけるアーカイブ。2019年5月23日閲覧。
8. ↑  『【可愛すぎる双子】Zipper専属モデルmimmamちゃんに独占インタビュー！！』（インタビュアー：さくら）、2017年9月9日。オリジナルの2019年5月22日時点におけるアーカイブ。2019年5月22日閲覧。

## 書籍
- mimmam スタイルブック ISBN 978-4800240309